# 21 novembre
Pour les articles homonymes, voir Vingt-et-Un-Novembre.
21 octobre 21 décembre
Chronologies thématiques
- Croisades
- Ferroviaires
- Sports
- Disney
- Anarchisme
- Catholicisme

Abréviations / Voir aussi
- (° 1852) = né en 1852
- († 1885) = mort en 1885
- a.s. = calendrier julien
- n.s. = calendrier grégorien
- Calendrier
- Calendrier perpétuel
- Liste de calendriers
- Naissances du jour

Le 21 novembre est le 325e jour de l'année du calendrier grégorien, 326e en cas d'année bissextile. Il reste 40 jours avant la fin de l'année.
C'était généralement l'équivalent du 1er frimaire du calendrier républicain ou révolutionnaire français, officiellement dénommé jour de la raiponce (ici, une plante).

## Événements

### XIVesiècle
- 1386 : Tamerlan conquiert Tbilissi, et capture Bagrat V de Géorgie.

### XVIIesiècle
- 1615 : mariage du roi Louis XIII de France avec Anne d'Autriche.
- 1620 : signature du Mayflower Compact.

### XVIIIesiècle
- 1789 : la Caroline du Nord devient le 12e État des États-Unis.
- 1793 : début de la bataille de Dol et du massacre d'Avranches, lors de la guerre de Vendée.

### XIXesiècle
- 1806 : promulgation du décret de Berlin par Napoléon Ier, qui instaure officiellement un blocus continental contre le Royaume-Uni.
- 1808 : création du département de Tarn-et-Garonne.
- 1831 : première révolte des Canuts.
- 1836 : début du siège de Constantine.
- 1894 : début du massacre de Port-Arthur, en Chine.

### XXesiècle
- 1916 : le U-73 coule le Britannic (Première Guerre mondiale).
- 1918 : 
  - adoption officielle du drapeau de l'Estonie.
  - pogrom à Lwów.
- 1920 : Bloody Sunday de cette année-là.
- 1921 : L'Endurance, goêlette de l'expédition transantarctique de 1914 mené par Ernest Shackelton sombre en mer de Weddell au large de l'Antarctique.
- 1922 : la Géorgienne Rebecca Latimer Felton devient la première femme à accéder au Sénat des États-Unis.
- 1944 : 
  - le sous-marin Sealion coule l'Urakaze et le Kongō, pendant la guerre du Pacifique (Seconde Guerre mondiale).
  - Après la Pause d'octobre, l'armée Américaine pénètre dans le Reich Nazi et libère Metz et le Pays Messin
- 1962 : fin de la guerre sino-indienne.
- 1970 : raid de Son Tay, pendant la guerre du Viêt Nam.
- 1974 : attentats des pubs de Birmingham, attribués à l'IRA provisoire.
- 1990 : démission de Margaret Thatcher, premier ministre du Royaume-Uni.

### XXIesiècle
- 2004 : second tour de l'élection présidentielle ukrainienne de 2004, en préalable à la révolution orange.
- 2013 : début de l'Euromaïdan.
- 2017 : au Zimbabwe, Robert Mugabe doit démissionner de son poste de président de la république.
- 2021 :
  - en Bulgarie, le second tour de l'élection présidentielle a lieu afin d'élire pour cinq ans le président et le vice-président du pays. Roumen Radev est réélu[1].
  - au Chili, les élections parlementaires et le premier tour de la présidentielle sont organisées simultanément[2].
- 2023 : l'Angola quitte l'Organisation des pays exportateurs de pétrole dont elle est membre depuis 2006[3].
- 2024 : 
  - en Lituanie, le social-démocrate Gintautas Paluckas (photo) est élu Premier ministre par le Parlement[4].
  - la Cour pénale internationale émet des mandats d'arrêt à l'encontre du Premier ministre d'Israël Benyamin Netanyahou, de son ancien ministre de la Défense Yoav Gallant et d'un dirigeant de la branche armée du Hamas, Mohammed Deïf[5].
  - l'AMF adopte lors de son 106e congrès le principe de subsidiarité[6].

## Arts, culture et religion
- 235 : Antère devient pape à Rome.
- 1800 : en France, fondation de la société du Sacré-Cœur de Jésus, par Sainte Madeleine-Sophie Barat.
- 1831 : création de Robert le Diable, opéra en cinq actes de Giacomo Meyerbeer, à Paris.
- 1901 : création de Feuersnot, op. 50, opéra en un acte de Richard Strauss, à Dresde (Allemagne).
- 1937 : création de la Symphonie no 5 de Chostakovitch à Leningrad (URSS).
- 1945 : en Île-de-France, publication du premier numéro du magazine Elle, fondé par Hélène Lazareff et Marcelle Auclair.
- 1946 : en France, parution du roman J'irai cracher sur vos tombes, de Boris Vian.
- 1960 : en France toujours, Vintila Horia remporte le prix Goncourt, qui ne lui est pas décerné en raison de son passé et de ses écrits fascistes.
- 1965 : premier passage à la télévision française, pour la chanteuse avignonnaise Mireille Mathieu (dans l'émission Télé Dimanche).
- 2021 : sortie de l’épisode 1000 de One piece au cinéma[7].

## Sciences et techniques
- 1783 : au-dessus de Paris, premier vol « officiel habité » en montgolfière, des jardins de La Muette à la Butte-aux-Cailles, en nacelle dans laquelle ont pris place Jean-François Pilâtre de Rozier et le marquis d'Arlandes.
- 1964 : mise en service du pont Verrazano-Narrows, à New York.

## Économie et société
- 1924 : lancement da la grève des sardinières.
- 1990 : commercialisation de la Super Nintendo.
- 2013 : effondrement d'un supermarché à Riga.
- 2021 : aux États-Unis, un accident à la voiture-bélier lors d'un défilé de Noël fait cinq morts et plus de quarante blessés à Waukesha dans le Wisconsin[8].
- 2022 : en Indonésie, un séisme survient près de Cianjur dans la province de Java occidental qui fait plusieurs centaines de morts et de blessés[9].

## Naissances

### XVIesiècle
- 1582 : François Maynard, poète français († 28 décembre 1646).

### XVIIesiècle
- 1694 : Voltaire, homme de lettres français († 30 mai 1778).

### XVIIIesiècle
- 1723 : Étienne Noël Damilaville, homme de lettres français († 13 décembre 1768).
- 1785 : William Beaumont, chirurgien de l'US Army († 25 avril 1853).
- 1787 : Samuel Cunard, homme d’affaires d’origine canadienne, fondateur de la ligne maritime Cunard Line († 28 avril 1865).

### XIXesiècle
- 1829 : Théophane Vénard, religieux des Missions étrangères de Paris, mort martyr et canonisé († 2 février 1861).
- 1840 : Victoria, fille de la reine Victoria du Royaume-Uni, Impératrice allemande et reine de Prusse, épouse de Frédéric III († 5 août 1901).
- 1851 : Désiré-Joseph Mercier, prélat belge († 22 janvier 1926).
- 1852 : Francisco Tárrega, musicien espagnol († 15 décembre 1909).
- 1854 : Benoît XV, pape de 1914 à 1922 († 22 janvier 1922).
- 1874 : Henri Deloge, athlète français spécialiste du demi-fond († 27 décembre 1961).
- 1879 : Paul-Louis Grenier, poète français († 21 mai 1954).
- 1880 : William Edge, homme politique britannique († 18 décembre 1948).
- 1897 : Raoul Chavialle, médecin militaire († 26 février 1991).
- 1898 : René Magritte, peintre belge († 15 août 1967).

### XXesiècle
- 1902 : 
  - Mikhaïl Souslov, homme politique soviétique, idéologue du PCUS († 25 janvier 1982).
  - Vladimir Bountchikov, chanteur soviétique († 17 mars 1995).
- 1904 : Coleman Hawkins, musicien américain († 19 mai 1969).
- 1906 : Mary Ellen Bute, pionnière américaine du film d'animation expérimental († 17 octobre 1983).
- 1907 :
  - Darling Légitimus, actrice française († 7 décembre 1999).
  - Buck Ram (Samuel Ram, dit), compositeur, parolier, producteur et arrangeur américain († 1er janvier 1991).
- 1908 : Tadeusz Pankiewicz, pharmacien polonais, Juste parmi les nations († 5 novembre 1993).
- 1910 : Roger Brien, poète québécois († 18 mai 1999).
- 1912 : Eleanor Powell, actrice américaine († 11 février 1982).
- 1913 : Tomie Ohtake, artiste peintre et sculptrice japonaise († 12 février 2015).
- 1914 : Henri Laborit, chirurgien et neurobiologiste français († 18 mai 1995).
- 1919 : 
  - Steve Brodie, acteur américain († 9 janvier 1992).
  - Gert Fredriksson, céiste suédois sextuple champion olympique († 5 juillet 2006).
- 1920 : Stan Musial, joueur de baseball américain († 19 janvier 2013).
- 1921 : Robert Giraud, écrivain, journaliste et lexicologue français († 17 janvier 1997).
- 1922 : Maria Casarès, actrice française († 22 novembre 1996).
- 1924 : 
  - Joseph Campanella, acteur américain († 16 mai 2018).
  - Christopher Tolkien, éditeur britannique († 16 janvier 2020).
- 1925 : Jacques de Saint-Blanquat, prélat français.
- 1926 : 
  - Roger Fauroux, haut fonctionnaire et homme politique français († 16 juillet 2021).
  - William Wakefield Baum, prélat américain († 23 juillet 2015).
- 1928 : Thomas Gayford, cavalier et entraîneur canadien champion olympique.
- 1929 : Laurier LaPierre, homme politique, animateur, écrivain et éditeur québécois († 16 décembre 2012).
- 1930 : Bernard Lagacé, organiste, claveciniste et pédagogue québécois.
- 1932 :
  - Pierre Molères, prélat français.
  - Claude Moliterni, éditeur, écrivain et auteur de bandes dessinées français († 21 janvier 2009).
- 1933 :
  - Henry W. Hartsfield, Jr, astronaute américain († 17 juillet 2014).
  - Normand Toupin, homme politique québécois.
- 1934 : Howard Pawley, homme politique et enseignant canadien († 30 décembre 2015).
- 1936 : James DePreist, chef d’orchestre américain († 8 février 2013).
- 1937 : 
  - Jeannot Szwarc (Jean Szwarc dit), réalisateur français de cinéma.
  - Marlo Thomas, actrice et productrice américaine.
- 1938 : Tamae Watanabe, alpiniste japonaise.
- 1940 : Maurice Thuilière, écrivain, professeur, poète, diplomate, journaliste et voyageur français.
- 1941 :
  - John Hough, réalisateur britannique.
  - Juliet Mills, actrice britannique.
- 1943 : 
  - Jacques Laffite, coureur automobile.
  - Viktor Sidyak, escrimeur soviétique, quadruple champion olympique.
- 1944 : 
  - Dick Durbin, homme politique américain.
  - Harold Ramis, acteur, réalisateur et scénariste américain († 24 février 2014).
- 1945 : Goldie Hawn, actrice américaine.
- 1948 : 
  - Daniel Guichard, chanteur français.
  - Deborah Shelton, actrice américaine.
- 1949 : Rainer Brüninghaus, pianiste allemand.
- 1953 : Luc Cyr, évêque québécois.
- 1954 : Timothy Stack, acteur américain.
- 1956 :
  - Cherry Jones, actrice américaine.
  - Elizabeth Muyovwe, juge zambienne († 31 janvier 2021).
- 1958 : Sophie Lorain, actrice, réalisatrice et productrice québécoise.
- 1959 : Jacques Borel, footballeur français († 21 mai 1980).
- 1963 : 
  - René Bosise, homme politique de la République démocratique du Congo.
  - Nicollette Sheridan, actrice britannique.
- 1964 : Jérôme Kircher, acteur français.
- 1965 : Björk, chanteuse et comédienne islandaise.
- 1966 : 
  - Troy Aikman, joueur de football américain.
  - Oleksandr Bahach, athlète ukrainien, spécialiste du lancer du poids.
  - Jari Järvelä (Jari Olli Järvelä dit), écrivain finlandais.
- 1967 : 
  - Alice Ferney, écrivain français.
  - Toshihiko Koga, judoka japonais, champion olympique († 24 mars 2021).
- 1968 : Qiao Hong, pongiste chinoise, double championne olympique en double.
- 1969 : Ken Griffey Jr., joueur de baseball américain.
- 1971 : Michael Strahan, joueur de football américain.
- 1973 : Inés Sastre, mannequin et comédienne espagnole.
- 1974 : Stefania Auci, écrivaine italienne.
- 1976 : Silvia Hernández Sánchez, économiste et femme politique costaricienne.
- 1977 : Yolande James, femme politique québécoise.
- 1979 :
  - Joe Challands, animateur britannique.
  - Alex Tanguay, hockeyeur professionnel québécois.
- 1981 : Park Hae-soo, acteur sud-coréen.
- 1983 : the Bella Twins catcheuses américaines.
- 1984 :
  - Álvaro Bautista, pilote de moto espagnol.
  - Jena Malone, actrice américaine.
- 1985 : Carly Rae Jepsen, chanteuse canadienne.
- 1986 : Benjamin Bishop, joueur américain de hockey sur glace.
- 1989 : 
  - Jimmy Hayes, joueur américain de hockey sur glace.
  - Antoine Roussel, joueur franco-canadien de hockey sur glace.
- 1992 : Rino Sashihara, chanteuse japonaise.
- 1994 : Saúl Ñíguez, footballeur espagnol.
- 1998 : 
  - Esraa Ahmed, haltérophile égyptienne.
  - Hanna Boubezari, footballeuse algérienne.

### XXIesiècle
- 2004 : Dashmir Elezi, footballeur macédonien.

## Décès

### VIIesiècle
- 615 : Colomban de Luxeuil, religieux irlandais, saint de l'Église catholique (° 540).

### XIesiècle
- 1011 : Reizei (冷泉天皇 / Reizei Tennō dit), soixante-troisième empereur du Japon selon l'ordre traditionnel de succession, de 967 à 969 (° 12 juin 950).

### XVIIesiècle
- 1695 : Henry Purcell, compositeur anglais (° 10 septembre 1659).

### XVIIIesiècle
- 1781 : Jean Frédéric Phélypeaux, homme politique français (° 9 juillet 1701).
- 1782 : Jacques de Vaucanson, inventeur et mécanicien français (° 24 février 1709).

### XIXesiècle
- 1844 : Ivan Krylov, écrivain russe (° 13 février 1769)
- 1874 : William Jardine, naturaliste écossais (° 23 février 1800).
- 1879 : Théodore Morawski, homme politique et insurgé polonais (° 1er novembre 1797).
- 1880 : Emmanuel d'Alzon, prêtre catholique français reconnu vénérable par Jean-Paul II en 1991 (° 30 août 1810).

- 1881 : Ami Boué, géologue autrichien (° 16 mars 1794).
- 1886 : 
  - Charles Francis Adams, Sr., avocat et homme politique américain (° 18 octobre 1807).
  - Eugène Rambert, écrivain et naturaliste suisse (° 6 avril 1830).
  - Johannes Scherr, écrivain et historien allemand (° 3 octobre 1817).

### XXesiècle
- 1907 : Paula Modersohn-Becker, artiste peintre allemande (° 8 février 1876).
- 1912 : André Frey, aviateur français (° 22 janvier 1886).
- 1916 : François-Joseph Ier, empereur d'Autriche (° 18 août 1830).
- 1938 : Leopold Godowsky musicien américain (° 13 février 1870).
- 1940 : Martin Tuszkay affichiste et graphiste hongrois (° 18 janvier 1884).
- 1949 : Lady Mond (Marie-Louise Le Manac'h épouse de Lord Mond), « fille de peu » britto-britanno-française devenue mondaine et mécène (° 5 février 1869).
- 1951 : Jean Trescases, militaire français ( ° 5 avril 1916)
- 1954 : Karol Rathaus, compositeur polonais (° 16 septembre 1895).
- 1957 : Francis Burton Harrison, homme politique américain (° 18 décembre 1873)
- 1958 : Mel Ott, joueur de baseball américain (° 2 mars 1909).
- 1959 : Max Baer, boxeur américain (° 11 février 1909).
- 1963 : 
  - Pierre Blanchar, comédien français (° 30 juin 1892).
  - François de Nicolaÿ, homme politique français (° 31 août 1919)
- 1967 : Charles Blavette, acteur français (° 24 juin 1902).
- 1969 : Muteesa II, premier président de la république d'Ouganda (° 19 novembre 1924).
- 1970 : 
  - Édouard Lalonde, hockeyeur professionnel canadien (° 31 octobre 1887).
  - Chandrashekhara Venkata Râman, physicien indien, prix Nobel de physique en 1930 (° 7 novembre 1888).
- 1972 : Marcel Meys, peintre et photographe français (° 16 février 1886).
- 1974 : Frank Martin, compositeur suisse (° 15 septembre 1890).
- 1975 : François de Roubaix, musicien français (° 3 avril 1939).
- 1982 : Pierre Gaxotte, historien et académicien français (° 19 novembre 1895).
- 1985 : Henri Vincenot, écrivain, peintre et sculpteur français (° 2 janvier 1912).
- 1988 : Carl Hubbell, lanceur de baseball américain (° 22 juin 1903).
- 1992 : 
  - Jean-Paul Ladouceur, peintre, réalisateur et directeur de films d’animation québécois (° 30 décembre 1921).
  - Kaysone Phomvihane, chef d'État laotien (° 13 décembre 1920).
- 1993 : Bill Bixby, acteur, réalisateur et producteur américain (° 22 janvier 1934).
- 1995 : 
  - Peter Grant, gérant d’artistes britannique (° 5 avril 1935).
  - Edouard Lizop, militant catholique français (° 25 juillet 1917).
- 1996 : Abdus Salam, physicien pakistanais, Prix Nobel de physique en 1979 (° 29 janvier 1926).
- 1998 : Fabian Ver, militaire philippin (° 20 janvier 1920).
- 2000 : Pedrín Benjumea, matador espagnol (° 29 novembre 1945).

### XXIesiècle
- 2001 : Gardner McKay, acteur américain (° 10 juin 1932)
- 2004 : Senén Mesa, cycliste sur route espagnol  (° 11 décembre 1926).
- 2005 : Alfred Anderson, dernier vétéran écossais de la Première Guerre mondiale (° 25 juin 1896).
- 2006 : 
  - Hassan Gouled Aptidon, premier président de Djibouti (° 15 octobre 1916).
  - Philippe Farine, homme politique français (° 1er mai 1917).
  - Pierre Amine Gemayel, parfois appelé Pierre Gemayel Jr, homme politique libanais (° 24 septembre 1972).
  - Robert Lockwood Jr., guitariste de blues américain (° 27 mars 1915).
- 2007 : 
  - Daniel Bernardet, homme politique français (° 7 juin 1927).
  - Robert Etcheverry, acteur français (° 30 janvier 1937).
  - Fernando Fernán Gómez, écrivain, acteur, scénariste, metteur en scène espagnol (° 28 août 1921).
  - Tom Johnson, défenseur et entraîneur canadien de hockey sur glace (° 18 février 1928).
  - Richard Leigh, écrivain britannique (° 16 août 1943).
  - Herbert Saffir, ingénieur et climatologue américain (° 29 mars 1917).
- 2010 : 
  - Jean Parvulesco, écrivain et journaliste français (° 1929).
  - Almeida Prado, compositeur et pianiste brésilien (° 8 février 1943).
- 2011 : 
  - Salah Cherki, musicien marocain (° ? 1923).
  - Greg Halman, joueur de baseball néerlandais (° 26 août 1987).
  - Anne McCaffrey, autrice américano-irlandaise de science-fiction et de fantasy (° 1er avril 1926).
  - Hal Patterson, joueur de football américain (° 4 octobre 1932).
- 2012 : Deborah Raffin, actrice, productrice, réalisatrice et scénariste américaine (° 13 mars 1953).
- 2013 : Maurice Vachon, lutteur professionnel québécois (° 1er septembre 1929).
- 2017 : David Cassidy, acteur, producteur, scénariste et compositeur américain (° 12 avril 1950).
- 2018 : Nicolas le Jardinier, journaliste français (° 30 décembre 1928).
- 2019 : Andrée Lachapelle, comédienne québécoise (° 19 novembre 1931).
- 2021 :
  - Robert Bly, Lou Cutell, Soheir El Bably, Antonio Escohotado, Nina Rouslanova,
  - Jean-Pierre Schumacher, dernier survivant des moines français assassinés à Tibhirine en Algérie (° 15 février 1924).
- 2022 : 
  - Wilko Johnson, guitariste, chanteur et compositeur britannique (° 12 juillet 1947).
  - Marijane Meaker, romancière américaine (° 27 mai 1927).
  - Kálmán Mészöly, footballeur international, reconverti en entraîneur hongrois (° 16 juillet 1941).
  - Jürgen Nöldner, footballeur international est-allemand puis allemand (° 22 février 1941).
  - Sylvie O'Dy, journaliste et écrivaine française (° 11 janvier 1951).
  - Ray Oldenburg, sociologue urbain américain (° 7 avril 1931).
  - David Pownall, dramaturge et auteur de romans et de nouvelles britannique (° 19 mai 1938).
  - Jacquette Reboul, poétesse et essayiste française (° 5 décembre 1937).
  - E. P. Sanders, théologien et bibliste américain (° 18 avril 1937).
  - Sally Todd, actrice et mannequin américaine (° 7 juin 1934).
  - François Vendasi, entrepreneur et homme politique français (° 26 juin 1940).
- 2023 :
  - Henri Bangou, homme politique français (° 15 juillet 1922).
  - Benjamin-Gunnar Cohrs, chef d'orchestre, enseignant, compositeur et producteur de musique allemand (° 21 septembre 1965).
  - Tertius Delport, avocat et un homme politique sud-africain (° 16 octobre 1939).
  - Aivars Endziņš, avocat et homme politique letton (° 8 décembre 1940).
  - Georges Perroud, footballeur suisse (° 6 novembre 1941).
  - Jerónimo Saavedra, homme politique espagnol (° 3 juillet 1936).
  - Dale Spender, féministe, enseignante, écrivaine et consultante australienne (° 22 septembre 1943).
- 2024 : 
  - Louis Camara, footballeur sénégalais (° 1946).
  - Pehr G. Gyllenhammar, homme d'affaires suédois (° 28 avril 1935).

## Célébrations
- Nations unies : journée mondiale de la télévision[10].
- World Hello Day (en), initiative d'universitaires américains lancée lors de la guerre du Kippour en 1973 pour promouvoir la paix[11].
- La journée mondiale des pêcheurs artisans et des travailleurs de la mer.
- Journée Mondiale de la Broncho-Pneumopathie Chronique Obstructive (BPCO)
- Argentine : día de la enfermera / journée de l'infirmière[12].
- Bangladesh : armed forces day (en) / jour des forces armées.
- Bosnie-Herzégovine (Europe) : dan državnosti ou fête nationale.
- Brésil : día nacional da homeopatia / journée nationale de l'homéopathie[13].
- Italie : giornata nazionale degli alberi / journée nationale des arbres[14],[15].
- Venezuela : día del estudiante (es) / journée de l'étudiant.

### Célébrations religieuses
- Christianisme :
  - présentation de la Vierge au Temple au Ier siècle av. J.-C. son fils par rapport au n.s., pendant féminin d'une circoncision selon le rite juif (voir 2 février, au contraire en début de sortie d'hiver "boréal", pour celles dudit fils le plus connu à ces jours ci-après ; dates fixées au fil du temps par les tradition(s) et autorités ecclésiales chrétiennes, tout comme les 15 août pour les assomption ou dormition et d'abord pour le décès terrestre de ladite Sainte Marie mère de Jésus de Nazareth, 8 septembre pour sa naissance, 8 décembre pour sa conception immaculée par Saintes Anne et Joachim, 1er janvier pour sa théotokos, etc.).
  - Synaxe des archanges Michel, Gabriel et Raphaël dans les Église orthodoxe orientale et Églises catholiques orientales suivant le rite byzantin selon le calendrier julien (voir par exemple  29 septembre en « Occident » grégorien).
  - Station dans la fondation de Passarion avec  mémoire de son fondateur et lectures de II Tim. 4, 1-8 dans le lectionnaire de Jérusalem.

### Saints des Églises chrétiennes

#### Catholiques et orthodoxes
- Agapios († 306), martyr à Césarée de Palestine, torturé et condamné à être dévoré par les fauves, durant les persécutions de Dioclétien, mais qui fut finalement noyé ; date occidentale[16] .
- Amalberge de Susteren († vers 900), abbesse bénédictine.
- Celse et Clément (?), martyrs.
- Digain (Ve siècle), saint des Cornouailles.
- Gélase († 496), 49e pape.
- Libéral d'Embrun († 940), évêque.
- Maur de Parenzo ( † vers 300), ou Amaury, martyr sous Dioclétien, évêque de Parentium[17].
- Maur de Césène († v. 924) évêque.
- Rufus de Rome (Ier siècle), disciple de l'apôtre Paul.

#### Saint ou bienheureux catholique
- Clelia Merloni († 1930), bienheureuse religieuse italienne.
- Françoise Siedliska († 1902), bienheureuse religieuse polonaise.
- Nicolas Giustiniani (XIIe siècle), Moine.

#### Saints orthodoxes?
Outre les saints œcuméniques voire pré-schismatiques ci-avant", aux dates éventuellement différentes dans les calendriers julien, orientaux ...
- Dimitri de Rostov († 1709), moine[18].

### Prénoms du jour
Bonne fête aux Maur et ses autres formes : Amaury, Amalric, Amerigo, etc. (9 août des Amour, 22 septembre des Maurice, 2 novembre des morts, etc.).
Et aussi aux :
- Gélase,
- Koulman et ses variantes autant bretonnes ou non : Colomba, Colomban, Colombin, Coulm, Coulma, Coulomb, Koulban, Koulez, Koulm, Koulma, Koulmig, etc.
- Aux Rufus.

## Traditions et superstitions

### Dictons du jour
- « Le jour de la Présentation [de la Vierge Marie ci-avant] amène le froid pour de bon. »[19]
- « Saint-Félix [20 novembre la veille ?] et la Présentation, amènent le froid pour de bon. »[20]
- « Vingt et un brumeux, hiver rigoureux. »[21]

### Astrologie
- Signe du zodiaque : 30e jour du Scorpion.

## Toponymie
- Les noms de plusieurs voies, places, sites ou édifices, de pays ou régions francophones contiennent cette date sous diverses graphies : voir Vingt-et-Un-Novembre .